# کلاس اولسون
کلاس اولسون (انگلیسی: Clas Ohlson) شرکت خرده‌فروشی سوئدی است، که در سال ۱۹۱۸ تأسیس شد.